# FKフメル・ブルシャニ
FKフメル・ブルシャニ（チェコ語: Fotbalový Klub Chmel Blšany）は、チェコのウースチー州のブルシャニをホームタウンとしていたサッカークラブ。

## 歴史
クラブは1946年1月18日にソコル・ブルシャニの名前で創設された。1993年にフォトバロヴァー・ナーロドニー・リガ、1998年にガンブリヌス・リガに昇格した。ガンブリヌス・リガで8シーズンを過ごし、この期間の最高成績は1998-99シーズンの6位だった。
2016年にクラブは解散した。

## タイトル
- フォトバロヴァー・ナーロドニー・リガ：1回
  - 1997-98

## 欧州の成績
| シーズン | 大会                   | ラウンド | 対戦相手                 | ホーム | アウェー | 合計 |
| -------- | ---------------------- | -------- | ------------------------ | ------ | -------- | ---- |
| 2000     | UEFAインタートトカップ | 2回戦    | FCドニエプル・マヒリョウ | 6-2    | 2-0      | 8-2  |
| 2000     | UEFAインタートトカップ | 3回戦    | カラマタFC               | 5-0    | 3-0      | 8-0  |
| 2000     | UEFAインタートトカップ | 準決勝   | SKシグマ・オロモウツ     | 0-0    | 1-3      | 1-3  |
| 2001     | UEFAインタートトカップ | 3回戦    | FKポベダ・プリレプ       | 0-0    | 1-0      | 1-0  |
| 2001     | UEFAインタートトカップ | 準決勝   | ブレシア・カルチョ       | 1-2    | 2-2      | 3-4  |

## 歴代所属選手
- ヤン・シマーク 1996-2000
- ペトル・チェフ 1999-2001
- マルティン・ミュラー 2004-2006